# Triklines Kristallsystem

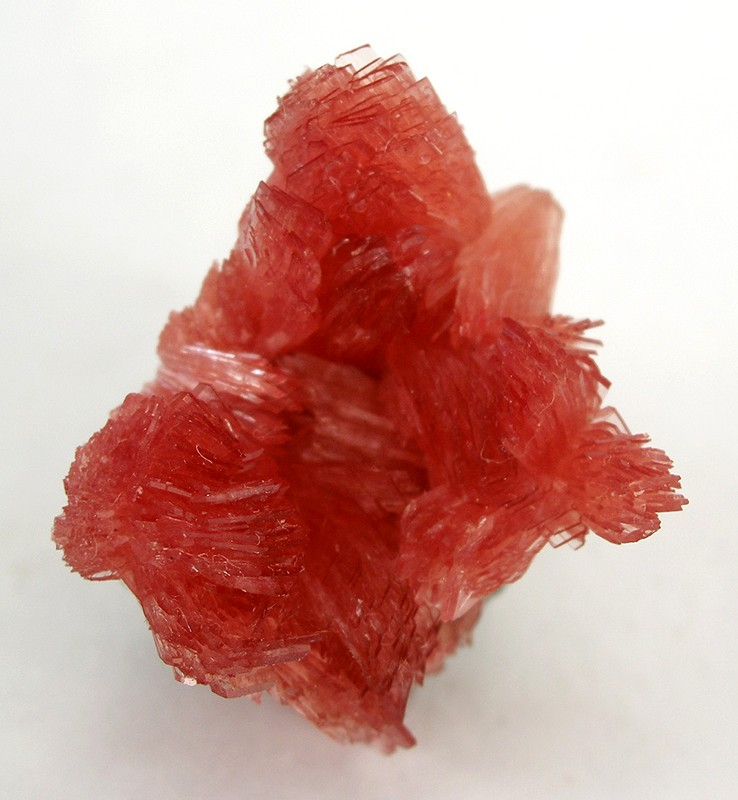
Dünntafeliger Inesit aus der Wessels Mine, Hotazel, Kalahari Manganfeld, Nordkap, Südafrika

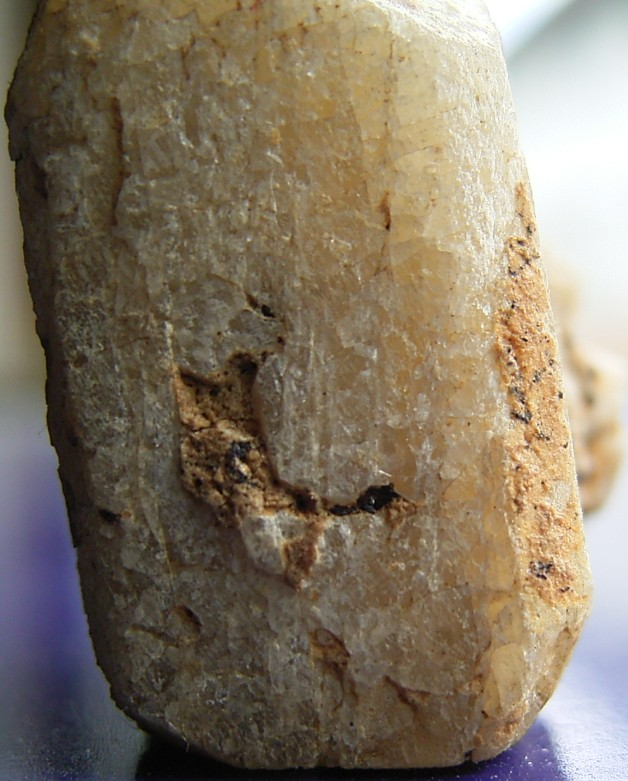
Anorthit

Das trikline Kristallsystem gehört zu den sieben Kristallsystemen in der Kristallographie. Es umfasst alle Punktgruppen, die keine Drehachse besitzen.
Das Wort triklin bedeutet dreifach geneigt (von altgriechisch τρία tria „drei“ und κλίνειν klinein „neigen“, „beugen“). Dieser Begriff bezieht sich darauf, dass im triklinen Gittersystem alle drei Achsen jeweils mit einem Winkel ungleich 90° gegeneinander geneigt sein können. Das trikline Kristallsystem wird auch als anorthisches (d. h. nicht orthogonales) Kristallsystem bezeichnet und sein Gittersystem daher mit „a“ abgekürzt („t“ hingegen steht für tetragonal).

## Gittersystem
Das trikline Gittersystem hat die Holoedrie {\displaystyle {\bar {1}}}. Durch die Symmetrieelemente gibt es keine Bedingungen für die Gitterachsen, daher gilt:
- {\displaystyle a\ \neq \ b\ \neq \ c\ \neq \ a\ }
- {\displaystyle \alpha ,\beta ,\gamma ,90^{\circ }{\text{paarweise verschieden}}}

Die Gittervektoren werden so gewählt, dass gilt:
c < a < b
und die Winkel α und β stumpfwinklig sind, γ dagegen spitzwinklig ist.

## Bravaisgitter

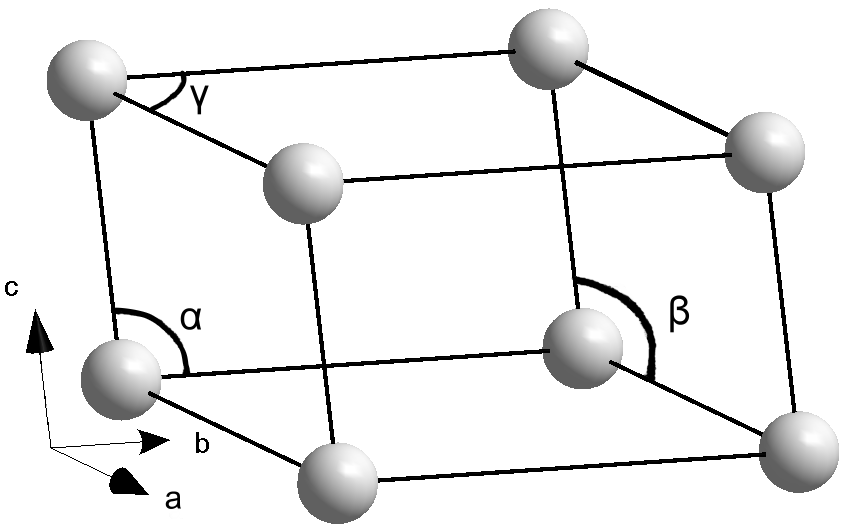
Primitives triklines Bravaisgitter: aP

Im Triklinen gibt es eigentlich nur das primitive Bravaisgitter. Trotzdem kommen in der Literatur verschiedene zentrierte Gitter vor.

## Punktgruppen und ihre physikalischen Eigenschaften
Das trikline Kristallsystem umfasst die Punktgruppen {\displaystyle 1} und {\displaystyle {\bar {1}}}. Sie gehören zur triklinen Kristallfamilie und können mit dem triklinen  Gittersystem beschrieben werden.
Im triklinen Kristallsystem gibt es in jeder der beiden Punktgruppen genau eine Raumgruppe:
- P1 (Nr. 1) in der Punktgruppe 1
- P1 (Nr. 2) in der Punktgruppe 1.

| Punktgruppe (Kristallklasse) | Punktgruppe (Kristallklasse) | Punktgruppe (Kristallklasse) | Punktgruppe (Kristallklasse) | Punktgruppe (Kristallklasse)             | Punktgruppe (Kristallklasse)             | Punktgruppe (Kristallklasse) | Punktgruppe (Kristallklasse) | Physikalische Eigenschaften | Physikalische Eigenschaften | Physikalische Eigenschaften | Physikalische Eigenschaften   | Beispiele        |
| Nr.                          | Kristallsystem               | Name                         | Schoenflies-Symbol           | Internationales Symbol (Hermann-Mauguin) | Internationales Symbol (Hermann-Mauguin) | Laueklasse                   | Zugehörige Raumgruppen (Nr.) | Enantiomorphie              | Optische Aktivität          | Pyroelektrizität            | Piezoelektrizität; SHG-Effekt | Beispiele        |
| Nr.                          | Kristallsystem               | Name                         | Schoenflies-Symbol           | Voll                                     | Kurz                                     | Laueklasse                   | Zugehörige Raumgruppen (Nr.) | Enantiomorphie              | Optische Aktivität          | Pyroelektrizität            | Piezoelektrizität; SHG-Effekt | Beispiele        |
| ---------------------------- | ---------------------------- | ---------------------------- | ---------------------------- | ---------------------------------------- | ---------------------------------------- | ---------------------------- | ---------------------------- | --------------------------- | --------------------------- | --------------------------- | ----------------------------- | ---------------- |
| 1                            | triklin                      | triklin-pedial               | C1                           | 1                                        | 1                                        | 1                            | 1                            | +                           | +                           | + [uvw]                     | +                             | Abelsonit Axinit |
| 2                            | triklin                      | triklin-pinakoidal           | Ci (S2)                      | 1                                        | 1                                        | 1                            | 2                            | –                           | –                           | –                           | –                             | Albit Anorthit   |
| 1.                           |                              |                              |                              |                                          |                                          |                              |                              |                             |                             |                             |                               |                  |

Weitere triklin kristallisierende chemische Stoffe siehe Kategorie:Triklines Kristallsystem

## Kristallformen

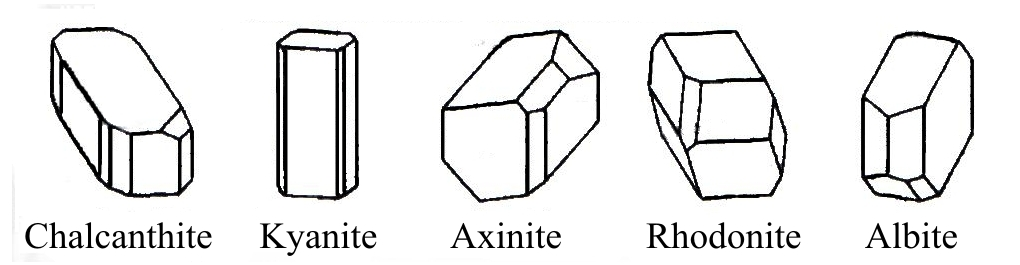

Kristallformen des triklinen Kristallsystems am Beispiel von Chalkanthit, Kyanit, Axinit, Rhodonit und Albit.